# María Eugenia Romero Rodríguez
María Eugenia Romero Rodríguez, née le 20 juillet 1970, est une femme politique espagnole membre du Parti populaire (PP).
Elle est élue députée de la circonscription de Séville lors des élections générales de novembre 2011.

## Biographie

### Vie privée
Elle est mariée et mère de deux enfants.

### Profession
Elle réalise ses études à l'université de Séville où elle obtient une licence en droit en 1993 et débute un doctorat en droit commercial en 1997. Elle possède un master en conseil juridique de l'Institut d'études juridiques Cajasol. Elle travaille comme avocate et conseillère juridique d'entreprises.

### Conseillère municipale de Séville
Entre 1996 et 2007, elle travaille comme assesseure juridique du groupe parlementaire populaire au Parlement d'Andalousie. Elle est secrétaire à l'Économie et à l'Emploi du Parti populaire d'Andalousie (PPA) de 2004 à 2009 durant la première partie du mandat de Javier Arenas.
Elle est élue conseillère municipale de Séville lors des élections locales de mai 2007, sur les listes de Juan Ignacio Zoido qui remporte les élections. Néanmoins, une coalition du PSOE d'Alfredo Sánchez Monteseirín et d'IU empêche Zoido de devenir maire et Eugenia Romero siège sur les bancs de l'opposition. Durant son mandat, elle est vice-secrétaire aux Relations avec les organisations sociales du PP de Séville. Elle est réélue lors des élections municipales de mai 2011 qui voient la victoire par majorité absolue de Zoido. Une fois investi maire de la ville, celui-ci la nomme déléguée au district de Nervión. En juillet suivant, Romero ordonne le délogement des individus occupant illégalement l'ancien marché de la Puerta de la Carne et mène une opération de dératisation de la zone à la suite des plaintes des habitants.

### Députée nationale
Elle est investie en troisième position sur la liste conduite par Cristóbal Montoro dans la circonscription de Séville à l'occasion des élections générales de novembre 2011. La candidature obtient cinq des douze mandats en jeu et elle est élue députée. En conséquence, elle choisit d'abandonner dès janvier 2012 son mandat municipal qui revient à Rafael Belmonte ; sa délégation revient à sa collègue Pía Halcón. Au Congrès des députés, elle membre de la commission des Budgets et de la commission de l'Économie et de la Compétitivité. Elle exerce les fonctions de porte-parole titulaire à la commission des Finances et des Administrations publiques.
Elle conserve sa place sur la liste de Zoido pour les élections législatives de décembre 2015, et parvient à sauver son mandat au palais des Cortes après que la liste a remporté exactement trois sièges. Siégeant à la commission des Budgets et à celle de l'Emploi et de la Sécurité sociale, elle devient porte-parole à la commission de la Santé et des Services sociaux. Elle est réélue lors du scrutin anticipé de juin 2016 et conserve ses attributions à la commission de la Santé. Elle devient membre de la commission des Finances et de la Fonction publique et de celle des Droits de l'enfance et de l'adolescence.